# نانا ميزوكي
نانا ميزوكي (水樹奈々 ميزوكي نانا) (اسمها الحقيقي نانا كوندو (近藤奈々 كوندو نانا)) هي مطربة ومؤدية أصوات يابانية ولدت في 21 يناير 1980 في نيهاما، إيهيمي.

## أدوارها في الأنمي

### مسلسلات أنمي تلفزيونية
- بازيليسك: لفائف نينجا كوغا - إيغا أوبورو
- الكونت والجنية - ليديا كارلتون
- الفتاة الساحرة ليريكال نانوها - فيت تيستاروسا
- كوكب ملك الوحوش - تيز
- روزاريو + فامباير - موكا أكاشيا
- روزاريو + فامباير CAPU2 - موكا أكاشيا
- شوغو كارا! - أوتاو هوشينا
- شوغو كارا!! دوكي - أوتاو هوشينا
- ناروتو - هيناتا هيوغا
- ناروتو شيبودن - هيناتا هيوغا
- بوروتو: ناروتو نكست جينيريشنز - هيناتا أوزوماكي
- روك لي وأصدقائه النينجا - هيناتا هيوغا
- طريق السلام - لينا (الصوت الأول), سوسن
- فتاة الجحيم - تسوغومي شيباتا
- سباق التحدي - لوسي ليبرتي
- داركر ذان بلاك: المقاول الأسود - ميساكي كيريهارا
- داركر ذان بلاك: جوزاء النيزك - ميساكي كيريهارا
- شامان كينج - تاماو
- القبلة الخادعة - كوتوكو آيهارا
- خيميائي الفولاذ - راث
- خيميائي الفولاذ: فل ميتال ألكيميست - لان فان
- سيمون - موريناس
- كلايمور - ريفول
- ويتشبليد - ماريا
- كامبفر - كاندين يامانيكو
- الخادم الأسود II - آلويس ترانسي
- رايدباك - رين أوغاتا
- الإبن المتجول - ماهو نيتوري
- بلود سي - سايا كيساراغي
- توريكو - تينا
- ماغي: The Labyrinth of Magic - رين هاكوي
- ماغي: The Kingdom of Magic - رين هاكوي
- ميداكا بوكس أبنورمال - ناجيمي أجيمو
- عاصفة زيتسوين - إيفانجيلين ياماموتو
- فالفريف الثوري - كريمهيلد
- كروس آنج: رقصة الملاك والتنين - آنج/آنجليزي إيكاروغا ميسوروغي
- سنكي زيشو سيمفوجير - تسوباسا كازاناري
- سنكي زيشو سيمفوجير G - تسوباسا كازاناري
- سنكي زيشو سيمفوجير GX - تسوباسا كازاناري
- سنكي زيشّو سيمفوجير AXZ - تسوباسا كازاناري
- سنكي زيشّو سيمفوجير XV - تسوباسا كازاناري
- جبهة حاجز الدم - ميشيلا ووتش
- أوشيو و تورا - هينوا سيكيموري
- كونكريت ريفولوتيو: فنتازيا الخوارق - كامبي
- كونكريت ريفولوتيو: فنتازيا الخوارق THE LAST SONG - كامبي
- WWW.ووركينغ!! - كيساكي كوندو
- بيرسونا 5 ذي أنيميشن - آن تاكاماكي
- بلاك كلوفر - فانيسا إينوتيكا
- سيف هوان جي دي: البريق الأزرق - ين
- بوبتيبيبيك - بوبوكو (الحلقة 11A)
- ون بيس - كوزوكي هيوري

### أنمي الإنترنت
- سوشي نينجا - الأميرة
- مونستر سترايك - آرثر

### أوفا أنمي
- سينت سيا: ذا لوست كانفاس - باندورا
- فتاة الثقافة: ميموار - ناناسي كوتوبوكي
- تيلز أوف سيمفونيا ذي أنيميشن: سيلفارانت - كوليت برونيل
- تيلز أوف سيمفونيا ذي أنيميشن: تيثيالا - كوليت برونيل
- تيلز أوف سيمفونيا ذي أنيميشن: اتحاد العوالم - كوليت برونيل
- سوبرنتشرل ذي أنيميشن - ميغ ماسترز

### أفلام أنمي
- فيلم ناروتو شيبودن: الروابط - هيناتا هيوغا
- فيلم ناروتو شيبودن: إرادة النار - هيناتا هيوغا
- سلسلة أفلام حدود الفراغ
  - حدود الفراغ: الفصل السادس «تسجيل النسيان» - ميسايا أوجي
- فيلم خيميائي الفولاذ: محتل شامبالا - راث
- فتاة الثقافة - ناناسي كوتوبوكي
- مغامرة جوجو الغريبة: فانتوم بلاد - إرينا بندلتون
- سلسلة أفلام بوكيمون
  - فيلم بوكيمون: مصير ديوكسيس - أودري
  - فيلم بوكيمون بلاك: فيكتيني و ريشيرام - فيكتيني
  - فيلم بوكيمون وايت: فيكتيني وزيكروم - فيكتيني
- دراغون بول سوبر: برولي - تشيلاي

## أدوارها في ألعاب الفيديو
- تيلز أوف سيمفونيا - كوليت برونيل
- تيلز أوف سيمفونيا: دون أوف ذا نيو وورلد - كوليت برونيل
- تيلز أوف فرسس - كوليت برونيل
- تيلز أوف ذا وورلد: ريف يونايتيا - كوليت برونيل
- ناروتو: ألتيميت نينجا - هيناتا هيوغا
- ناروتو شيبودن: كيزونا درايف - هيناتا هيوغا
- ناروتو: باورفل شيبودن - هيناتا هيوغا
- ناروتو شيبودن: ألتيميت نينجا ستورم ريفولوشن - هيناتا هيوغا
- ناروتو شيبودن: ألتيميت نينجا ستورم 4 - هيناتا هيوغا
- بيرسونا 5 - آن تاكاماكي
- بيرسونا 5 رويال - آن تاكاماكي
- بيرسونا 5 دانسينغ إن ستارلايت - آن تاكاماكي
- بليد آركوس فروم شاينينغ - ساكويا

## أدوارها في الدبلجة اليابانية
- آي كارلي - كارلي شاي
- غلي - كوين فابراي
- مباريات الجوع - كاتنيس إيفردين
- مباريات الجوع: ألسنة اللهب - كاتنيس إيفردين
- مباريات الجوع: الطائر المقلد - الجزء الأول - كاتنيس إيفردين
- مباريات الجوع: الطائر المقلد - الجزء الثاني - كاتنيس إيفردين
- الركاب - أورورا لين

## وصلات خارجية
- نانا ميزوكي على موقع IMDb (الإنجليزية)
- نانا ميزوكي على موقع ميتاكريتيك (الإنجليزية)
- نانا ميزوكي على موقع روتن توميتوز (الإنجليزية)
- نانا ميزوكي على موقع ميوزك برينز (الإنجليزية)
- نانا ميزوكي على موقع تيرنر كلاسيك موفيز (الإنجليزية)
- نانا ميزوكي على موقع أول موفي (الإنجليزية)
- نانا ميزوكي على موقع أول ميوزيك (الإنجليزية)
- نانا ميزوكي على موقع ديسكوغز (الإنجليزية)
- نانا ميزوكي على موقع قاعدة بيانات الفيلم (الإنجليزية)
- نانا ميزوكي على موقع ليتربوكسد (الإنجليزية)